# Ыджид-Анью
Ыджид-Анью — река в России, протекает по территории Троицко-Печорского района Республики Коми. Устье реки находится в 145 км по левому берегу реки Илыч. Длина реки — 27 км.
Исток реки на возвышенности Высокая Парма (предгорья Северного Урала). Река течёт на север, стекая с возвышенности в долину Илыча. Всё течение проходит в ненаселённой холмистой тайге на территории Печоро-Илычского заповедника. Впадает в Илыч чуть ниже острова Аньюди.

## Данные водного реестра
По данным государственного водного реестра России относится к Двинско-Печорскому бассейновому округу, водохозяйственный участок реки — Печора от истока до водомерного поста у посёлка Шердино, речной подбассейн реки — Бассейны притоков Печоры до впадения Усы. Речной бассейн реки — Печора.